# Gagrella rugosa
Gagrella rugosa is een hooiwagen uit de familie Sclerosomatidae.